# Harold Brewster
Harold Suydam Brewster (Lakewood, SAD, 2. svibnja 1903. – 3. rujna 1994.) je bivši američki hokejaš na travi. Igrao je na mjestu vratara.
Osvojio je brončano odličje na hokejaškom turniru na Olimpijskim igrama 1932. u Los Angelesu. Odigrao je dva susreta i primio je 33 pogotka.

## Vanjske poveznice
- Profil na Database Olympics